# Каміла Бордонаба
Каміла Бордонаба (ісп. Camila Bordonaba; нар. 4 вересня 1984, Мар-дель-Плата) — аргентинська акторка та співачка. Відома, перш за все, головними ролями у популярних молодіжних телесеріалах «Маленькі ангели» (ісп. chiquititas, 1996—2001) і «Буремний шлях» (ісп. Rebelde Way, 2002—2003). Разом з іншими головними героями останнього була учасницею поп-гурту Erreway.

## Кінокар'єра
Каміла Бордонаба не мала жодного попереднього досвіду, коли пішла в 1996 році на кастинг в теленовеллу «Діточки» (ісп. chiquititas), розраховану на підлітків. Вона грала «ісп. pato», головну роль.
«Діточки» досягли більшої міжнародної популярності і мали фанатів в Ізраїлі, де серіал отримав велику підтримку і їх навіть запросили відвідати країну. Але значно більшу популярність їй приніс серіал «Буремний шлях» у 2002 році.
Бодонаба завершила роботу в «Діточках» на сьомому сезоні, коли серіал вирішили закрити. На той час вона стала підлітковим ідолом. У інтерв'ю ділилася, що мріє стрибнути з парашутом і подорожувати до Єгипту. Щодо Бога відповідала: «Я упевнена, що там хтось є».
Бордонаба грала «Марісу Спіріто» (ісп. Marizza Pia Spirito) в міжнародному серіалі «Буремний шлях». Її популярність досягла величезних масштабів завдяки показу в багатьох латиноамериканських країнах, Ізраїлі, Україні, Росії, Македонії і інших.
У 2004 році Бордонаба грала «Бунтівника» у фільмі «4 дороги» (ісп. erreway: 4 Caminos) (офіційно в Європі не виходив).
У 2007 році отримала роль в ісп. son de Fierro, одному з найрейтинговіших телесеріалів в Аргентині. Грала з Феліпе Коломбо (ісп. felipe Colombo) та іншими зірками «Буремного Шляху».